# Kuźnia

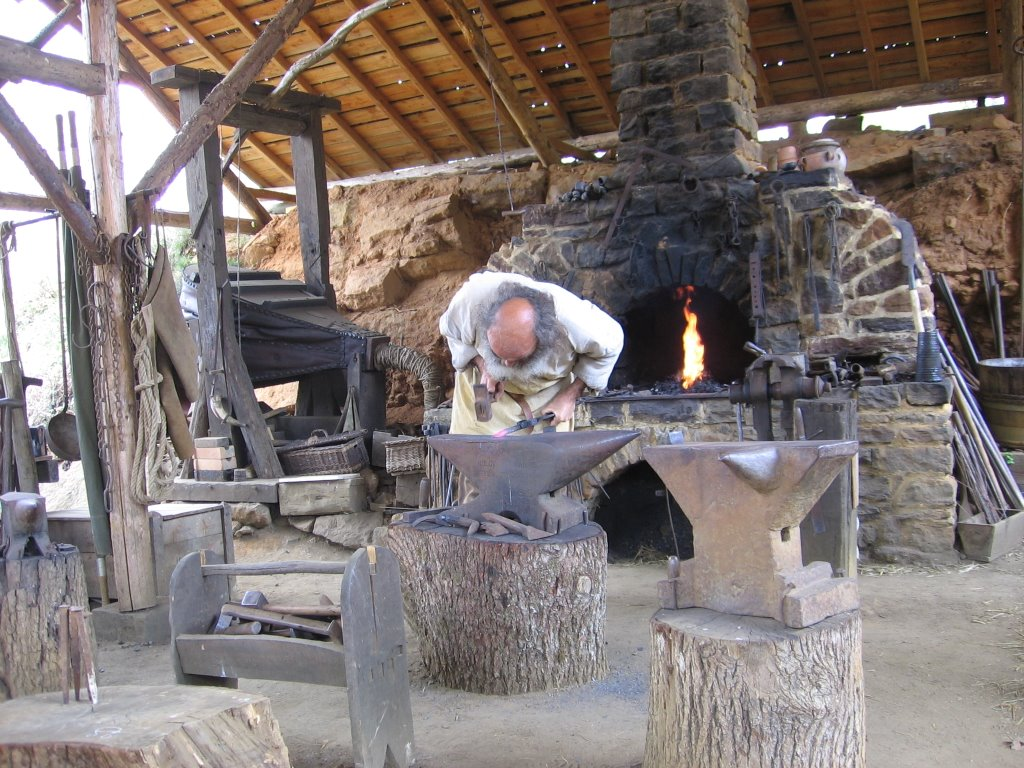
Kowal pracujący w kuźni

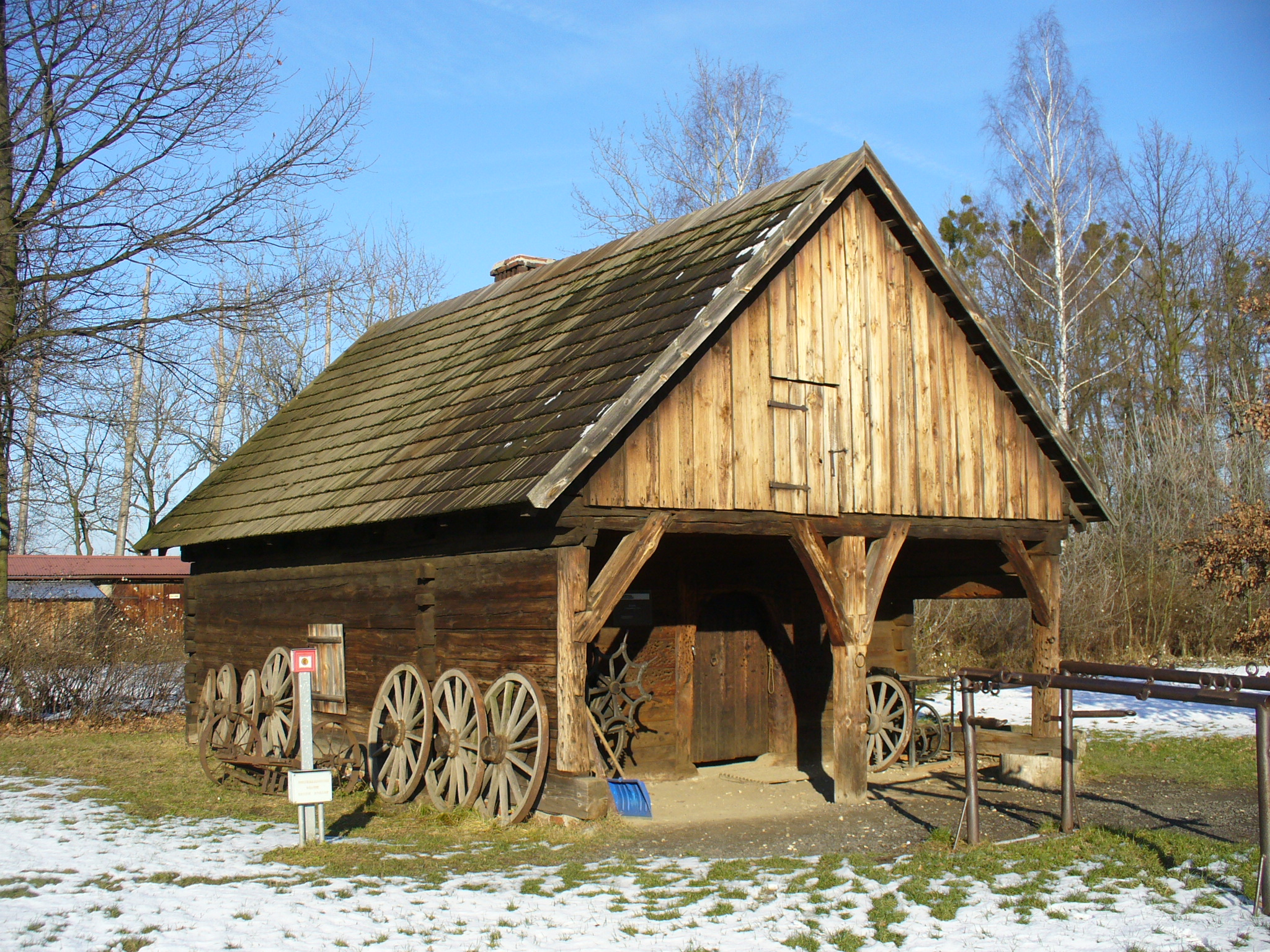
Drewniana kuźnia z 1726 roku (skansen w Opolu)

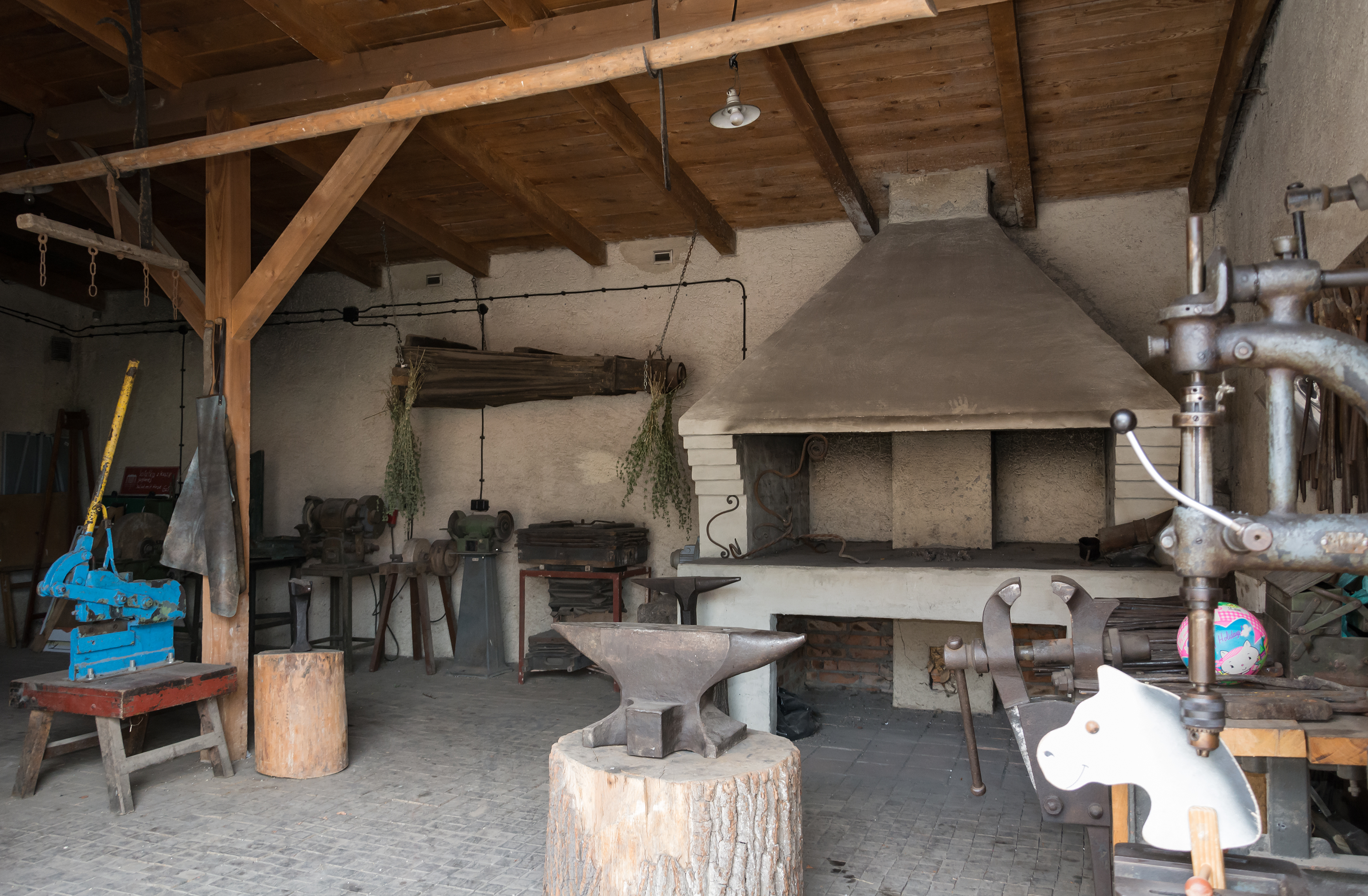
Wnętrze zabytkowej kuźni w Łomnicy

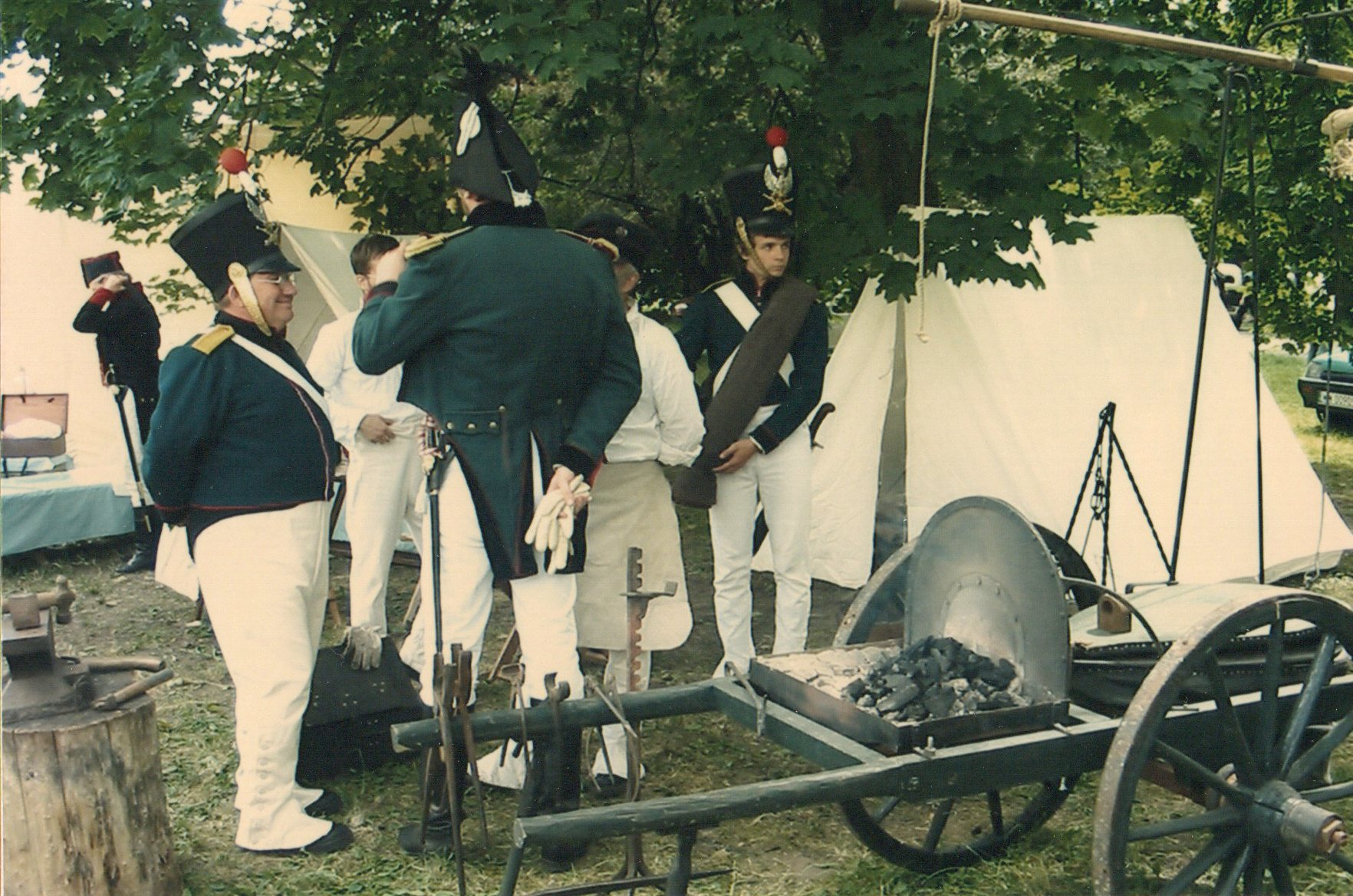
Wojskowa kuźnia polowa z 1. poł. XIX wieku (rekonstrukcja historyczna)

Kuźnia – budynek przeznaczony do prac kowalskich; także miejsce do podkuwania koni.

## Opis
W kuźni wykonywano niezbędne narzędzia i sprzęty żelazne wykorzystywane w życiu codziennym mieszkańców wsi (noże, garnki) oraz przez innych rzemieślników (gwoździe, haki, zamki), a także elementy żelazne obiektów sakralnych (głównie krzyże). Kowale pełnili niekiedy funkcje felczerów lub dentystów. Bywali zatrudniani przez właścicieli dworu albo przez mieszkańców wsi, a w okresie pouwłaszczeniowym funkcjonowali jako rzemieślnicy samodzielni.
Kuźnie, budowane głównie z drewna na planie prostokąta, umieszczano z dala od innych zabudowań ze względu na ryzyko pożaru – w środku wsi lub na jej obrzeżu. W Polsce w części centralnej i północnej budowano je też z kamienia lub cegły. Niektóre z kuźni miały podcienia ułatwiające wykonywanie prac poza budynkiem w sytuacji uciążliwych warunków pogodowych. Do takich prac należało  podkuwanie koni, które wymagało kształtowania podkowy przy palenisku i kowadle oraz mocowanie jej do kopyta na zewnątrz.
Wyposażenie kuźni stanowiły palenisko umiejscowione na kamiennym podwyższeniu naprzeciw wejścia, kowadło umieszczone na pniu, stół umieszczany pod oknem, naczynie (koryto) z wodą do hartowania, podwieszany na stojaku skórzany miech do podtrzymywania ognia oraz narzędzia (młoty, kleszcze, gwintownice, cyrkle, pilniki). Od XIX wieku w kuźniach stosowano także narzędzia wytwarzane fabrycznie: m.in. śrubokręty, wiertła, wiertarki, imadła, później także narzędzia elektryczne. Dym z palenisk uchodził przez drzwi lub szpary w budynku; w niektórych kuźniach stosowano kaptur z dymnikiem.
Temperatura paleniska sięga 1300 °C. Wówczas rozgrzana stal osiąga barwę białą. Samo kucie odbywa się w zakresie 800-1300 °C, w zależności od rodzaju stali i wymagań danego procesu obróbki. Plastyczną w tej temperaturze stal można kształtować i nadawać jej odpowiednią strukturę krystaliczną przez kucie, dodatkowo można rozdzielać i łączyć kawałki stali oraz przez  gięcie, cięcie, przeciąganie i przebijanie dodatkowymi narzędziami nadawać wymagany kształt.
Kuźnie straciły na znaczeniu ze względu na zmniejszającą się liczbę koni oraz powstawanie nowocześniejszych warsztatów mechanicznych. 